# Вендсюссель (футбольний клуб)
Вендсюссель ФФ (дан. Vendsyssel FF) — данський футбольний клуб з міста Єррінг.

## Історія
24 червня 2013 року клуб «Єррінг» оголосив про об'єднання з «Фредеріксгавном» і згодом змінив назву клубу на «Вендсюссель». 3 березня 2014 року «Фредеріксгавн» офіційно оголосив про те, що вони виходять з об'єднання на високому рівні, але мають намір продовжити співпрацю на молодіжному рівні.
Влітку 2018 року клуб завоював своє перше в історії просування у вищий дивізіон Данії, перемігши «Люнгбю» у двох матчах плей-оф Суперліги, програвши аналогічну дуель в позаминулому році «Горсенсу».